# Admetula
Admetula is een geslacht van weekdieren uit de klasse van de Gastropoda (slakken).

## Soorten
- Admetula affluens Bouchet & Petit, 2008
- Admetula afra Petit & Harasewych, 2000
- Admetula atopodonta (Petit & Harasewych, 1986)
- Admetula bathynoma Bouchet & Petit, 2008
- Admetula bayeri Petit, 1976
- Admetula cornidei (Altimira, 1978)
- Admetula deroyae (Petit, 1970)
- Admetula emarginata Bouchet & Petit, 2008
- Admetula epula Petit & Harasewych, 1991
- Admetula evulsa (Solander, 1766) †
- Admetula garrardi Petit, 1974
- Admetula gittenbergeri (Verhecken, 2002)
- Admetula italica (d'Ancona, 1872)
- Admetula lutea Bouchet & Petit, 2008
- Admetula marshalli Bouchet & Petit, 2008
- Admetula superstes (Finlay, 1930)
- Admetula vossi Petit, 1976